# Lijst van bisschoppen van Montepulciano-Chiusi-Pienza
Hieronder volgt een lijst van bisschoppen van Montepulciano-Chiusi-Pienza. De stad Montepulciano werd in 1562 een bisschopszetel. In 1986 werd het bisdom Chiusi-Pienza samengevoegd met Montepulciano. 

## Bisschop van Montepulciano (1562-1986)
- 9 januari 1562 - 10 augustus 1596: Spinello Benci
- 24 januari 1597 - 5 juni 1599: Sinolfo Benci
- 10 januari 1600 - 1 oktober 1607: Sallustio Tarugi
- 1 oktober 1607 - 2 oktober 1623: Roberto Ubaldini
- 2 oktober 1623 - 1640: Alexandre della Stufa
- 3 december 1640 - 1651: Talento de’ Talenti
- 19 februari 1652 - juli 1652: Leonard Dati
- 23 september 1652 - 8 februari 1663: Marcello Cervini
- 13 augustus 1663 - 9 september 1706: Antonio Cervini
- 11 april 1707 - 4 maart 1710: Callisto Lodigeri
- 1 december 1710 - september 1726: Francesco Maria Arrighi
- 17 maart 1727 - 19 januari 1746: Antonio Maria Vantini
- 4 september 1747 - 4 oktober 1755: Pio Magnoni
- 3 januari 1757  - 7 december 1799: Pietro Maria Franzesi
- 20 september 1802 - 4 januari 1827: Pellegrino Maria Carletti
- 27 juli 1829 - 17 december 1832: Ippolito Niccolai
- 23 juni 1834 - 19 februari 1839: Pietro Saggioli
- 27 januari 1843 - 19 september 1854: Claudio Samuelli
- 3 augustus 1857 - 23 april 1890: Luigi Maria Paoletti
- 23 april 1890 - 28 november 1898: Felice Gialdini
- 28 november 1898 - 4 februari 1933: Giuseppe Batignani
- 18 september 1933 - 8 juni 1964: Emilio Giorgi
- 7 oktober 1975 - 30 september 1986: Alberto Giglioli

## Bisschop van Montepulciano-Chiusi-Pienza (1986-heden)
- 30 september 1986 - 25 maart 2000: Alberto Giglioli
- 25 maart 2000 - 28 mei 2013: Rodolfo Cetoloni
- 31 januari 2014 - heden: Stefano Manetti